# Provincia di Tavowš
La provincia di Tavowš (in armeno Տավուշ?, , traslitterato anche Tavush) è una provincia dell'Armenia di circa 134 200 abitanti (2007) che ha come capoluogo Ijevan. La provincia mette insieme i precedenti distretti di Dilidjan, Ijevan, Noyemberyan e Tavowš.

## Geografia antropica

### Suddivisioni amministrative
La provincia è suddivisa in 61 comuni, dei quali 5 sono considerate città:
- Ijevan
- Ayrum
- Berd
- Dilijan
- Noyemberyan
- Achajur
- Acharkut
- Aghavnavank
- Aknaghbyur
- Archis
- Artsvaberd
- Aygedzor
- Aygehovit
- Aygepar
- Azatamut
- Baghanis
- Bagratashen
- Barekamavan
- Berdavan
- Berkaber
- Chinari
- Chinchin
- Debetavan
- Deghdzavan
- Ditavan
- Dovegh
- Gandzakar
- Getahovit
- Gosh
- Haghartsin
- Haghtanak
- Hovk
- Itsakar
- Jujevan
- Khachardzan
- Khashtarak
- Kirants
- Koghb
- Koti
- Lchkadzor
- Lusadzor
- Lusahovit
- Mosesgegh
- Navur
- Nerkin Karmiraghbyur
- Norashen
- Paravakar
- Ptghavan
- Sarigyugh
- Sevkar
- T'ovowz
- Teghut
- Tsaghkavan (Ijevan)
- Tsaghkavan (Tavush)
- Varagavan
- Vazashen
- Verin Karmiraghbyur
- Voskepar
- Voskevan
- Yenokavan
- Zorakan